# Clusia okadomei
Clusia okadomei är en tvåvingeart som beskrevs av Mitsuhiro Sasakawa 1986. Clusia okadomei ingår i släktet Clusia och familjen träflugor. Inga underarter finns listade i Catalogue of Life.